# Pilocrocis phaeocoryla
Pilocrocis phaeocoryla is een vlinder uit de familie van de grasmotten (Crambidae), uit de onderfamilie van de Spilomelinae. De wetenschappelijke naam van deze soort is voor het eerst gepubliceerd in 1942 door Jean Ghesquière.
De soort komt voor in Congo-Kinshasa.